# European Film Awards 1999
La 12ª edizione della cerimonia di premiazione dei European Film Awards si è tenuta il 4 dicembre 1999 al Schiller Theater di Berlino, Germania e presentata da Carole Bouquet e Mel Smith.

## Vincitori e candidati
Vengono di seguito indicati in grassetto i vincitori.
Ove ricorrente e disponibile, viene indicato il titolo in lingua italiana e quello in lingua originale tra parentesi.
Miglior film
- Tutto su mia madre (Todo sobre mi madre), regia di Pedro Almodóvar ( Spagna)
- Fucking Åmål, regia di Lukas Moodysson ( Svezia)
- Mifune - Dogma 3 (Mifunes sidste sang), regia di Søren Kragh-Jacobsen ( Danimarca)
- Moloch (Molokh), regia di Aleksandr Sokurov ( Russia)
- Notting Hill, regia di Roger Michell ( Regno Unito)
- Rosetta, regia di Jean-Pierre e Luc Dardenne ( Belgio)
- Sunshine, regia di István Szabó ( Regno Unito)
- Zona di guerra (The War Zone), regia di Tim Roth ( Regno Unito)

Miglior attore
- Ralph Fiennes - Sunshine
- Rupert Everett - Un marito ideale (An Ideal Husband)
- Anders W. Berthelsen - Mifune - Dogma 3 (Mifunes sidste sang)
- Götz George - Nichts als die Wahrheit
- Ray Winstone - Zona di guerra (The War Zone)
- Philippe Torreton - Ricomincia da oggi (Ça commence aujourd'hui)

Miglior attrice
- Cecilia Roth - Tutto su mia madre (Todo sobre mi madre)
- Iben Hjejle - Mifune - Dogma 3 (Mifunes sidste sang)
- Penélope Cruz - La niña dei tuoi sogni (La niña de tus ojos)
- Émilie Dequenne - Rosetta
- Nathalie Baye - Una relazione privata (Une liaison pornographique)

Miglior rivelazione
- Tim Roth - Zona di guerra (The War Zone)

Miglior sceneggiatura
- István Szabó e Israel Horovitz - Sunshine
- Ayub Khan-Din - East is East
- Sasa Gedeon - Il ritorno dell'idiota (Návrat idiota)

Miglior fotografia
- Lajos Koltai - La leggenda del pianista sull'oceano
- Jacek Petrycki - Viaggio verso il sole (Günese yolculuk)
- Yves Cape - L'umanità (L'humanité)
- Aleksei Fyodorov - Moloch (Molokh)

Miglior documentario
giuria: Diane Weyermann (Soros Documentary Fund, New York), Stephan Jarl e Jerzy Sladkovski
- Buena Vista Social Club, regia di Wim Wenders
- La chaconne d'Auschwitz, regia di Michel Daeron
- La commission de la vérité, regia di André van In
- Herr Zwilling und Frau Zuckermann, regia di Volker Koepp
- Kinski, il mio nemico più caro (Mein liebster Feind - Klaus Kinski), regia di Werner Herzog
- Mobutu, Re dello Zaire (Mobutu, roi du Zaïre), regia di Thierry Michel
- Pripyat, regia di Nikolaus Geyrhalter

Menzione speciale
- Mobutu, Re dello Zaire (Mobutu, roi du Zaïre), regia di Thierry Michel ( Belgio)

Miglior cortometraggio
I Festival international du court métrage de Clermont-Ferrand (Francia), Oberhausen (Germania), e Tampere (Finlandia) furono coinvolti nella scelta delle nomination
- Benvenuto a San Salvario, regia di Enrico Verra
- La différence, regia di Rita King
- Senhor Jerónimo, regia di Inês de Medeiros
- Vacancy, regia di Matthias Müller
- Wanted, regia di Milla Moilanen

Miglior film internazionale
- Una storia vera (The Straight Story), regia di David Lynch ( Stati Uniti)
- American Beauty, regia di Sam Mendes ( Stati Uniti)
- Boys Don't Cry, regia di Kimberly Peirce ( Stati Uniti)
- La coppa (Phörpa), regia di Khyentse Norbu ( Australia)/( Bhutan)
- Non uno di meno (Yi ge dou bu neng shao), regia di Zhang Yimou ( Cina)

Premio FIPRESCI
- Addio terraferma (Adieu, plancher des vaches!), regia di Otar Iosseliani ( Francia)

Premio del pubblico
Miglior attore
- Sean Connery - Entrapment

Miglior attrice
- Catherine Zeta-Jones - Entrapment

Miglior regista
- Pedro Almodóvar - Tutto su mia madre (Todo sobre mi madre)

Premio alla carriera
- Ennio Morricone

Miglior contributo europeo al cinema mondiale
- Antonio Banderas  - Pazzi in Alabama (Crazy in Alabama)
- Roman Polański /  - La nona porta (The Ninth Gate)